# 李熙 (光緒進士)
李熙（?—?），福建省福州府侯官縣人，清朝政治人物、同進士出身。
光緒二十四年（1898年），参加光緒戊戌科殿試，登進士三甲116名。同年五月，著交吏部掣签分发各省，以知县即用。